# Louis-Désiré Maigret

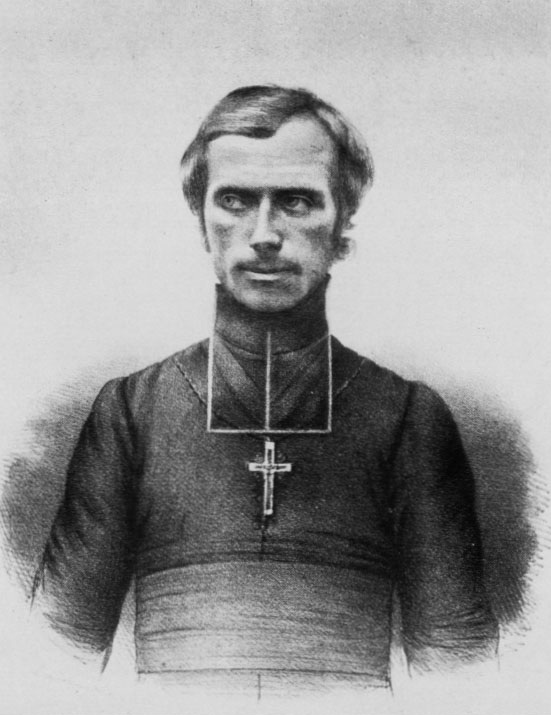
Louis-Désiré Maigret

Louis-Désiré Maigret SSCC (* 14. September 1804 in Saint-Pierre-de-Maillé; † 11. Juni 1882 in Honolulu) war ein römisch-katholischer Ordenspriester und Missionar. Er war der erste Apostolische Vikar der Sandwichinseln (heute Bistum Honolulu).

## Leben
Maigret trat in die Ordensgemeinschaft der Arnsteiner Patres ein und empfing das Sakrament der Priesterweihe.
Ab 25. Juli 1839 wirkte er an der Seite von Étienne Jérôme Rouchouze in der Apostolischen Präfektur der Sandwichinseln. Von dieser Funktion trat er am 3. August 1844 zurück und wurde schließlich am 11. September 1846 der erste Apostolische Vikar der Sandwichinseln. Die Bischofsweihe empfing er am 31. Oktober 1847 in der Kathedrale von Santiago de Chile für das Titularbistum Arathia durch den Weihbischof in San Juan de Cuyo (Argentinien), José Hilarión de Etura y Cevallos OP. Während Maigrets Amtszeit erfolgte 1848 die Umbenennung der Diözese in Apostolisches Vikariat der Hawaiischen Inseln.
Maigret verstarb am 11. Juni 1882 im Alter von 77 Jahren in Honolulu.